# Lleona ibera de la Rambla de Còrdova
La lleona ibera de la Rambla és una escultura ibera trobada per un agricultor al poble de La Rambla (Còrdova), que s'exposa al museu arqueològic de Còrdova.
Va ser esculpida entorn al segle iv o v aC  en pedra. És una obra molt poc comuna, ja que es conserven molt poques grosses escultures d'aquesta època. Representa un depredador caçant una presa amb les orelles cap enrere i la mandíbula sobre el cap d'una cabra ja morta. L'obra pesa 166kg, és en estat de conservació excel·lent, queden restes d'una plataforma sota el conjunt escultòric, que encara no s'ha trobat.

## Context històric
Es data de entre el segle IV i V aC, a la zona que en aquell moment s'anomenava Tartessos, que va ser el lloc pel qual els grecs coneixien la primera civilització d'Occident, hereva de la cultura megalítica andalusa, que es va desenvolupar al triangle format per les actuals ciutats de Huelva, Sevilla i San Fernando; a la costa sud-oest de la península Ibèrica, va tenir com a eix el riu Tartessos, que els romans van anomenar després Baetis i els àrabs Guadalquivir; no obstant això, res no és segur, i diversos autors tracten de situar el riu Tartessos als boscos de l'Odiel i el Tinto (ria de Huelva), al mar Menor, a les boques del Guadiana o al mateix Tajo.

## Polèmica entorn a la interpretació: lloba o lleona
Degut als trets que poden coincidir tant amb els d'una lleona com un llop, els experts no són segurs de la interpretació. José Antonio Morena, arqueòleg municipal de Baena i director del museu històric local, explica que guiats pel cap podria ser un llop, però a la part posterior hi ha restes d'una cua massa llarga per a un llop. En tot cas a simple vista hi ha prou diferències amb les lleones ibèriques de Còrdova.
El gran valor d'aquesta figura podria augmentar si es tractés d'un cànid, ja que a la província i, en general, a Andalusia no hi ha gaires exemples de la representació d'aquest animal a l'art iber i menys en aquest bon estat de conservació.

## Emplaçament
Es creu que formava part d'una necròpolis, ja que les restes de la plataforma serien un possible pilar-estela, per tant un monument funerari. Com que fins al moment no hi ha constància d'una necròpolis en aquest punt, és possible que va ser traslladada de l'emplaçament original durant algun moment de la història.

## Futur de la investigació
El 2020 el  Departament de Cultura de la Junta d'Andalusia estudiava l'esculptura i preveia incloure la troballa en la carta arqueològica i fer una prospecció a la zona, en cerca d'algun conjunt arqueològic iber.